# 셀먼
주식회사 셀먼은 대한민국 광주광역시에 위치한 주식회사이다. 본사는 광주광역시 동구 백서로125번길 34-2에 있다.

## 기업소개
2009년 10월 SI(system integration)사업 분야와 LED(light emitting diode)사업 분야로 설립을 하였으며 포스시스템, 도(道, Administrative District) 수출중소기업 홍보지원 사업, 패키지(Package Design) 제작 사업, 해외수출사업, 대학 전산외주용역 사업, 도(道,Administrative District) 마케팅(Marketing) 지원 사업 등 사업 분야를 확장하여 2011년 7월 1일에 주식회사로 설립하였다. 셀먼은 법인으로 전환하면서 각 지역별 특산물(농산물, 수산물, 축산물 등)의 유통 및 공산품 수입 유통 등의 사업 분야를 확대하였으며 이에 따라 각 제품의 총판권을 가지고 영업방향을 수립하게 된다.

## 기업정보
법인의 구성은 임채환 사내이사로 구성이 되어있으며 경영, 유통, SI를 담당하고 있다. 소프트웨어 개발이 주력인 셀먼은 창립 당시 임직원들이 S/W개발자 출신으로 이루어져있어 온라인 유통 판로 개척 시 단 시간내에 시장에 진입할 수 있었다.

## 사업 부문
2013년 현재, 셀먼이 참여하는 주요 사업은 다음과 같다.

## 주요 제품군
소프트웨어 개발사업
- 웹사이트, 쇼핑몰, 모바일사이트 구축
- 소프트웨어 및 솔루션 판매
- 웹 컨설팅 및 자문
- 콘텐츠 디자인, 패키지 디자인

제품 제작사업
- 장흥청정김 <장흥 무산(無酸)청정김>: 유기산, 무기산 등 일체의 산(酸)처리를 하지 않은 김으로 자체 브랜드 제작.

```
- 일반김, 재래김, 구운김, 조미김, 3단 도시락김, 미니도시락김, 선물세트
```

- 장흥청정해초: 꼬시래기, 다시마, 톳을 1Kg 단위로 소분하여 브랜드 제작.
- 트류니슈: 목화솜을 로멜팅화이버기법으로 20회 이상 빨아쓸 수 있는 건티슈(가제수건)로 브랜드 제작.
- 마미바미: 피부 진정보습을 위한 밤형태의 화장품

온오프라인 유통사업
- 해외수출입
- 온라인쇼핑몰 운영

```
- 앳세일, 32번버스, 장흥청정김, 자연뜰, 마미바미,목화솜행주타월 등
```

- 온오프라인 대리점 및 총판 모집

## 연혁
- 2025. 02 - 대학일자리플러스센터 시스템 구축
- 2024. 09 - 위치기반 서비스사업 신고 (2342)
- 2024. 08 - 렌터카 차량이력관리 시스템 - 차력쇼
- 2024. 08 - 위치기반 전국 주유소, 충전소, 세차장, 주차장, 정비소 데이터 등 연동 서비스 구축
- 2023. 08 - 성인지 감수성 자가진단 서비스 구축
- 2023. 07 - 분산원장기술이 적용된 장기렌터카 조각투자(STO) 플랫폼 서비스 - 카피스
- 2023. 04 - 본사 이전 (광주 동구 백서로 125번길 34-2)
- 2022. 10 - 핵심역량 자가진단 온라인 서비스 구축
- 2022. 07 - 23개 금융사 Data 활용 비대면 승인 가능 사전예측 플랫폼 개발 - 렌트크레딧
- 2022. 07 - 위치기반 전국 전기차 충전소 현황, 보조금 데이터 등 연동 서비스 구축
- 2022. 04 - 카투(주) MOU체결
- 2021. 05 - 본사 이전 (광주 서구 상무버들로53번길 4)
- 2020. 12 - 충남건축사협동조합 시스템 구축
- 2020. 12 - 건축공사설계비산정, 건축설계, 평판재하시험, 지반조사, 피로티 감리 시스템 구축
- 2020. 09 - 위치기반 축산물 중개 플랫폼 구축
- 2020. 08 - 경기건축사협동조합 시스템 구축
- 2019. 05 - 중소기업인대회 수상 (2019-795)
- 2018. 11 - 광주건축사협동조합 시스템 및 자재플랫폼
- 2018. 10 - 홈앤쇼핑 장흥청정김 판매 방송
- 2018. 03 - Leo Gourmet in India 장흥청정김 MOU 체결
- 2017. 06 - 무역업 고유번호부여 (45521807) - 한국무역협회
- 2016. 01 - 본사 이전 (광주 서구 상무대로1171번길 20)
- 2016. 01 - 자연뜰 상표등록 (등록제 45-0062264) - 특허청
- 2014. 10 - 장흥청정김 상표등록 (등록제 40-1066730) - 특허청
- 2014. 09 - 자사 쇼핑몰 32BUS 오픈 (32bus.com)
- 2014. 08 - 베트남 지사 설립 - 베트남 셀먼 (45 Thang long, P.4 Q.TB Hochiminh Vietnam)
- 2014. 07 - (주)제노필, 혜윰바이오텍 MOU체결, 보습밤 '마미바미' 온라인 전국 총판 체결 (mommybalmy.com)
- 2014. 05 - LED 융합산업 종합정보망 구축 - 한국광산업진흥회
- 2014. 04 - 단체, 기업용 장흥청정김 미니도시락김 출시
- 2014. 03 - 장흥청정해초 브랜드 출시, 해초류 소분제품 출시
- 2014. 03 - 소분업신고 (2016-0216244), 이지앤프리 호남 총판 체결
- 2013. 12 - 장흥청정김 브랜드 출시 (http://www.jhgim.com 보관됨 2021-01-28 - 웨이백 머신)
- 2013. 11 - (주)셀먼커머스 설립 - 우통,무역 전담 법인
- 2013. 11 - 전라남도 지역특산물 특별할인전 주관 : 세정아울렛
- 2013. 11 - 광주 약소기업 홍보디자인 지원사업 수행
- 2013. 10 - 대한의사한의사복수면허협회 MOU체결, You & Me Korea MOU체결
- 2013. 08 - 장흥무산심 자체 브랜드 출시(OEM생산체결)
- 2013. 08 - 자연에서 온 목화솜행주타월 전국 총판 체결 - 뉴위너스코리아
- 2013. 07 - 대한상공회의소 유통표준코드 회원사 등록 (GLN : 8809395560012)
- 2013. 06 - '트루니슈' 목화솜 건티슈 자체 브랜드 출시, OEM생산 (https://web.archive.org/web/20150203091906/http://www.truenessue.com/)
- 2013. 06 - 광주대학교 LINC사업단 산학협력협약
- 2013. 05 - 대한의사한의사복수면허협회 통합 전산시스템 전략 제휴, 회원사병원 시스템 구축 착수
- 2013. 04 - 산업디자인전문회사 등록 (04037) - KIDP 한국디자인진흥원
- 2013. 03 - 전남법인지점 설립 - (주)셀먼 전남지사(전남 나주시 나주로 183-8)
- 2013. 01 - 보성파워툴 MOU체결
- 2013. 01 - 연구개발전담부서 설립 - 교육과학기술부
- 2012. 12 - 본사 확장 이전(서구 풍암운리로10)1F, 기술연구소 분리 2F
- 2012. 11 - 중소기업확인, 직접생산확인증명 , 슈퍼마켓 협동조합 회원사 등록
- 2012. 07 - 종합 공산품 도매 쇼핑몰 오픈 - 앳세일
- 2012. 05 - 전남사업자 설립 - SW 서비스, 농수산물 도소매
- 2012. 05 - 미국, 일본, 대만 해외수출사업 진행
- 2012. 03 - 전남도청 친환경 농수산식품 해외마케팅 지원사업
- 2012. 03 - 순수 목화솜타월 쇼핑몰 오픈 (http://www.mokhwasom.com 보관됨 2013-12-06 - 웨이백 머신)
- 2012. 02 - 전라남도생물산업진흥재단 유망상품 집중 타깃 마케팅 2차 지원사업
- 2011. 12 - 전남도청 지역특산물마케팅을 위한 사은품 증정사업
- 2011. 11 - RIS지원 사업단 - 지역연고산업 개발지원사업
- 2011. 11 - 한국광산업진흥원 정회원 (335호), 물류 창고 준공
- 2011. 10 - 인성영어조합법인 전국 온라인 총판 체결
- 2011. 10 - 주식회사 위너스코리아 전국 온라인 총판 체결
- 2011. 10 - 건강식품 판매허가, 온라인 수발주시스템 개발
- 2011. 09 - 광주여성노동자회, 워킹맘가사지원센터 시스템 구축 및 후원
- 2011. 08 - 친환경 농수축산물 쇼핑몰 오픈 - 자연뜰 (https://web.archive.org/web/20150519062231/http://www.ogamstore.com/)
- 2011. 08 - 전국 최초 어업인 설립 장흥무산김주식회사 전국 온라인 총판 체결, 호남지사 설립
- 2011. 07 - 장흥군 수산업 기업화, 규모화 제품홍보사업
- 2011. 07 - 전라남도생물산업진흥재단 유망상품 집중 타깃 마케팅 1차 지원사업
- 2011. 07 - 셀먼 법인전환 - 사명: 주식회사 셀먼
- 2011. 06 - 호남대학교 전산외주용역 계약 체결
- 2011. 05 - 사업장소재지 이전 : 광주 서구 풍암동
- 2011. 04 - 전남도청 - 수출중소기업 홍보 지원사업
- 2011. 03 - 셀먼 대표자 변경 - 임채환
- 2011. 01 - 장흥우드랜드 편백소금집운영을 위한 POS시스템, 정산시스템 구축
- 2010. 10 - 이모션테크놀로지, 고려웰빙센터, 새로나추모관 시스템 구축
- 2010. 06 - 산촌생태마을조성사업 - 전산분야 구축
- 2009. 10 - 셀먼 설립 - SI사업분야, LED사업분야

## 운영 온라인 쇼핑몰
- 앳세일: http://www.atsale.co.kr 보관됨 2016-12-08 - 웨이백 머신
- 자연뜰: https://web.archive.org/web/20150519062231/http://www.ogamstore.com/
- 장흥무산 청정김: http://www.jhgim.com 보관됨 2021-01-28 - 웨이백 머신
- 32번버스: http://www.32bus.com
- 마미바미: https://web.archive.org/web/20160530083339/http://www.mommybalmy.com/
- 트루니슈: https://web.archive.org/web/20150203091906/http://www.truenessue.com/